# Mirueña de los Infanzones
Mirueña de los Infanzones é um município da Espanha na província de Ávila, comunidade autónoma de Castela e Leão, de área 31,21 km² com população de 142 habitantes (2007) e densidade populacional de 5,01 hab/km².

## Demografia
| Variação demográfica do município entre 1991 e 2004 | Variação demográfica do município entre 1991 e 2004 | Variação demográfica do município entre 1991 e 2004 | Variação demográfica do município entre 1991 e 2004 |
| --------------------------------------------------- | --------------------------------------------------- | --------------------------------------------------- | --------------------------------------------------- |
| 1991                                                | 1996                                                | 2001                                                | 2004                                                |
| 275                                                 | 215                                                 | 169                                                 | 157                                                 |